# Мазеша
Мазеша (нім. Masescha) — село в Ліхтенштейні. Розташоване в муніципалітеті Трізенберг. Засноване в XIII ст. на висоті 865 метрів.

## Місце розташування
Село знаходиться в південній частині держави в 1 кілометрі від правого берегу Рейну. Найближчими населеними пунктами є Ротабода (0,5 км на захід) та Вінхель (0,5 кілометрів на південний захід). Від усіх найближчих магістралей та населених пунктів село відмежовано лісовим масивом.

Населений пункт розташований на висоті 865 метрів над рівнем моря.

## Історичні факти
В XIV столітті на місці майбутнього села поселенці з Вале створили дзвіницю. Однак, у літописах назва села вперше зустрічається лише в 1485 році. Наприкінці 2010-х років дзвіниця є одним з найважливіших туристичних об'єктів не лише села, а й всієї країни.